# Automatischer Schweißerschutzfilter

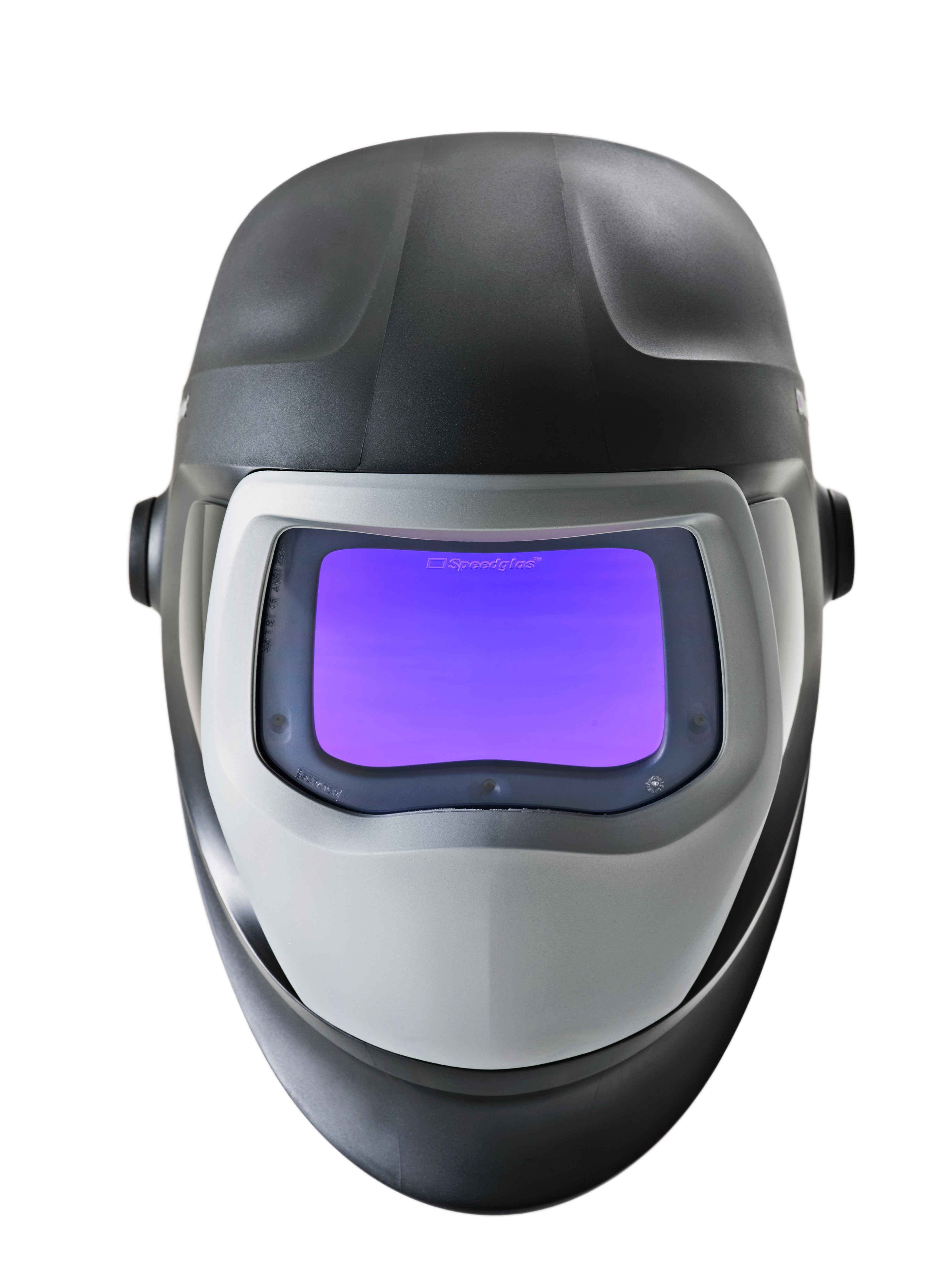
Automatischer Schweißerschutzfilter

Automatische Schweißerschutzfilter (AWF, englisch automatic welding filter) schützen die Augen und das gesamte Gesicht während des Schweißprozesses. Ihr Vorteil gegenüber konventionellen Schutzgläsern besteht in der automatischen Verdunkelung wenige Millisekunden (Beispiel: nach ISO 16321-2 Schutzstufe 4 nach 13: ≤ 4 ms) nach Zünden des Lichtbogens. Der Helm muss daher zum Positionieren der Elektrode nicht hochgeklappt oder abgenommen werden.
AWFs bestehen aus den Hauptbestandteilen:
- Einem das komplette Sichtfenster umfassenden, passiven Ultraviolett- und Infrarotfilter, um die unsichtbare, schädliche Strahlung permanent abzuschirmen. Dadurch ist ohne Abdunklung die Umgebung problemlos erkennbar, meist aber verbunden mit einer deutlichen Farbverfälschung.
- Einer Abdunkelungseinheit, welche das komplette Sichtfenster umfasst und mittels Flüssigkristallen in Kombination mit Polarisationsfiltern eine elektronisch steuerbare und variable Abdunklung erlaubt. Die Flüssigkristalle sind dabei ähnlich aufgebaut wie sie auch bei einem Flüssigkristallbildschirm (LCD) für die Abdunklung der Anzeigeelemente eingesetzt werden. Es sind im Helm aber keine LCD-Anzeigen im Sichtfeld eingebaut.
- Im Außenbereich des Helms, meist unmittelbar neben dem Sichtfenster, befinden sich eine oder mehrere Photodioden, welche den Schweißbogen durch optisches flackern im Infrarotbereich detektieren.
- Batterien oder Akkus die entweder fest im AWF verbaut sind oder auswechselbar sind. Meist sind zusätzlich Solarzellen verbaut, welche zur Unterstützung der Energieversorgung beitragen.
- Steuerelektronik, welche aufgrund des Sensorsignals der Photodioden sehr schnell die Verdunklung aktiviert und damit auch eine kurzzeitige Blendung verhindert.

Neben einer Helligkeitseinstellung weisen die meisten AWF mehrere Schutzstufen (SST) auf, die das Sichtfenster unterschiedlich stark abdunkeln, um bei jedem Schweißverfahren eine optimale Sicht zu gewährleisten. Zusätzlich bieten viele Schutzhelme eine Testfunktion in Form eines kleinen Tasters mit dem die Verdunkelung auch ohne Schweißlichtbogen ausprobiert werden kann. So kann vorab ohne Gefahr einer Blendung die korrekte Funktion der Steuerelektronik überprüft werden.
Der entscheidende Vorteil eines AWF gegenüber einem Schutzglas ist, dass der Schweißhelm während des gesamten Schweißprozesses vor dem Gesicht bleibt. Beim Vorliegen der Hellstufe kann die Elektrode genau platziert werden. Sobald der Lichtbogen gezündet wird, schaltet der AWF innerhalb von wenigen Millisekunden in den (gewählten) Dunkelzustand. Ohne geblendet zu werden, kann nun der Schweißvorgang beobachtet werden. Nach dem Beenden des Schweißens öffnet der AWF wieder mit einer kurzen Verzögerung, welche vor dem Nachglühen schützt. Während des ganzen Vorgangs sind immer beide Hände für die Schweißarbeit frei. Der Schweißer ist so immer voll geschützt, die Schweißung wird durch die ununterbrochene Beobachtung besser und die Produktivität des Schweißers steigt, da die Zeit für das Auf- und Zuklappen des Helmes bzw. Aufnehmen des Schildes entfällt.
Beim professionellen Schweißen sind die automatischen Schweißerschutzfilter zum Standard geworden und auch im Hobby-Bereich eine komfortable Lösung für die persönliche Schutzausrüstung.